# Hauffiosaurus
Hauffiosaurus là một chi thằn lằn cổ rắn, được O'Keefe mô tả khoa học năm 2001.